# Charles Vapereau
Charles Émile Vapereau (15. února 1847 Tours – 15. prosince 1925 6. pařížský obvod) byl francouzský fotograf a učitel francouzštiny v Pekingu v letech 1872 až 1897, kdy cestoval do Japonska, Ameriky a na Sibiř. Pracoval jako diplomat s účastí na francouzsko-čínské dohodě o Tonkinu a později sloužil jako generální komisař čínské vlády na světové výstavě v roce 1900.

## Životopis
Je synem Gustava Vapereaua, autora Dictionnaire des Contemporains et du Dictionnaire des Littératures. (Slovníku současníků a Slovníku literatury).
V roce 1872 byl Charles Vapereau jmenován profesorem francouzštiny na Škole Fong-ken v Pekingu.
Během dovolené v roce 1882 přešel Japonsko a severní Ameriku. V roce 1885, během francouzsko-čínské války, mu bylo oběma vládami dovoleno zůstat s manželkou v Pekingu a účastnil se dohody mezi Francií a Čínou, která mu poskytla protektorát nad Tonkinem.
V roce 1886 byl jmenován rytířem Čestné legie. Měl jako studenta budoucího premiéra Lu xxxxxxxxxxxxxxTseng-Tsianga, který svědčí : "V jednadcvaceti letech jsem odjel do Pekingu, kde jsem byl přijat na Tongwen College při ministerstvu zahraničních věcí. V Pekingu jsem pokračoval ve studiu francouzského jazyka pod vedením pana Charlese Vapereaua, významného profesora, se kterým jsem zůstal v kontaktu až do jeho smrti."
V roce 1892 Charles Vapereau překročil Sibiř. Na konci své cesty se setkal s Lou Tseng-Tsiangem na vyslanectví v Petrohradě. Jeho počin byl oceněn jmenováním rytířem řádu svaté Anny.
V roce 1897 rezignoval na svůj post na vysoké škole Tong-Wen s výhledem na návrat do Francie. Před návratem odcestoval do Japonska, kde pořídil četné fotografie na sklo, poté je koloroval a následně promítal na konferencích.
Pro Světovou výstavu v Paříži v roce 1900 byl Charles Vapereau čínskou vládou jmenován generálním komisařem čínské sekce. Toto jmenování Francouze umožnilo Číně důstojně vystavovat své exponáty za nižší náklady.
Francouzská vláda odměnila generálního komisaře tím, že mu udělila rozetu důstojníka Čestné legie a čínská vláda poslala Francouzovi velkou stuhu Řádu dvojitého draka a povýšila ho do nejvyššího stupně mandarinátu udělením korálového knoflíku.

## Vyznamenání
- Důstojník Řádu čestné legie (1900)[6]
- Řád dvojitého draka
- Rytíř Řádu svaté Anny
- Mandarín, korálový knoflík

## Dílo
- Voyage en Sibérie (Cesta na Sibiř), prezentace Patricie Chichmanové, Éditions de l'Amateur, 2008 ISBN 978-2-85917-481-1.
- De Pékin à Paris (Z Pekingu do Paříže), s.l., 1894 ; publikováno v Le Tour du monde: nouveau journal des voyages, ročníky 67 a 68, Hachette, 1894.[7]
- Le Japon dans la lanterne magique : photographies de Charles Vapereau, 1897, Éditions du Patrimoine, Centre des monuments nationalaux, 2008, 191 stran[8]

## Galerie

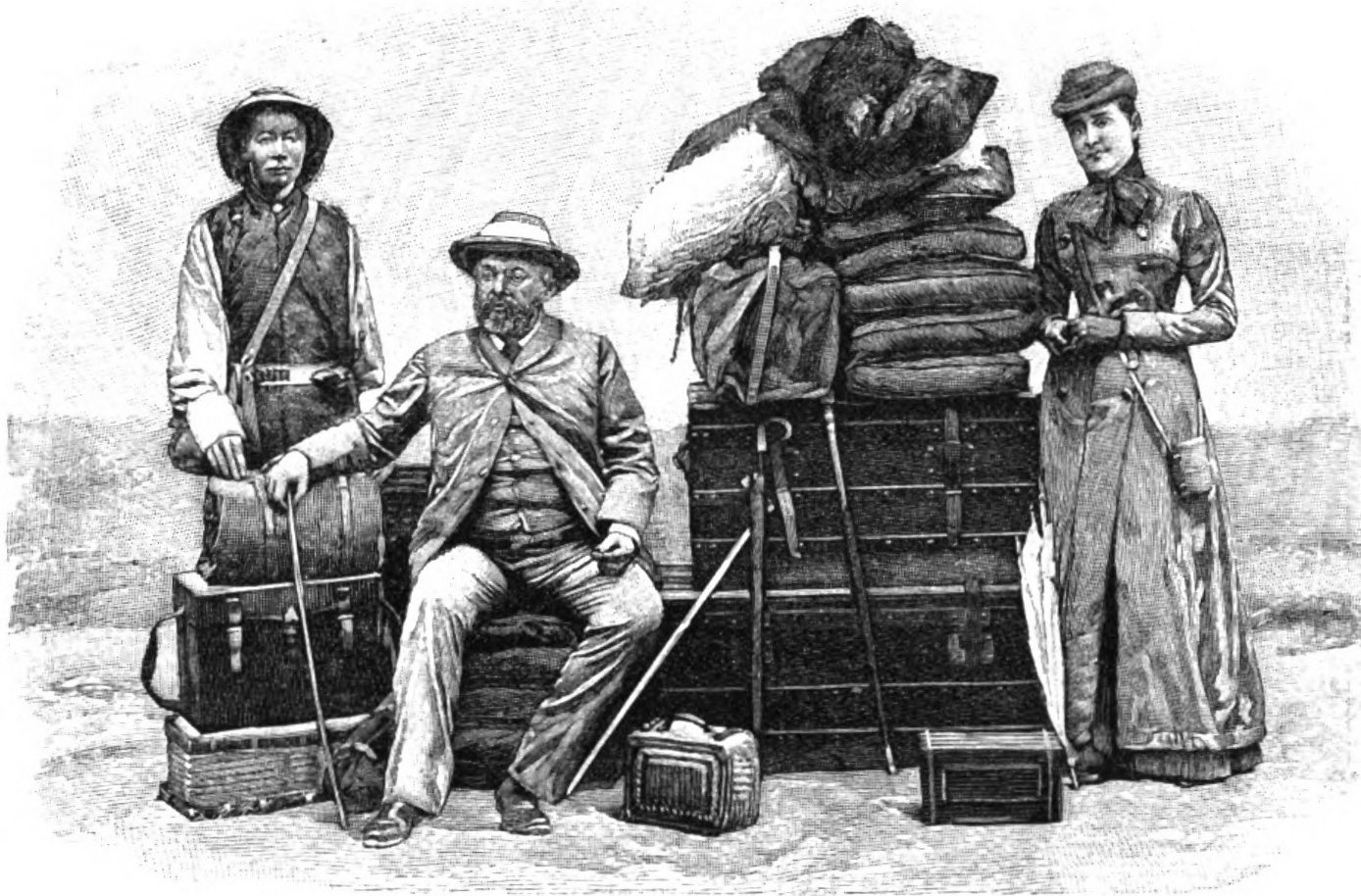
Le Tour du monde, 1894
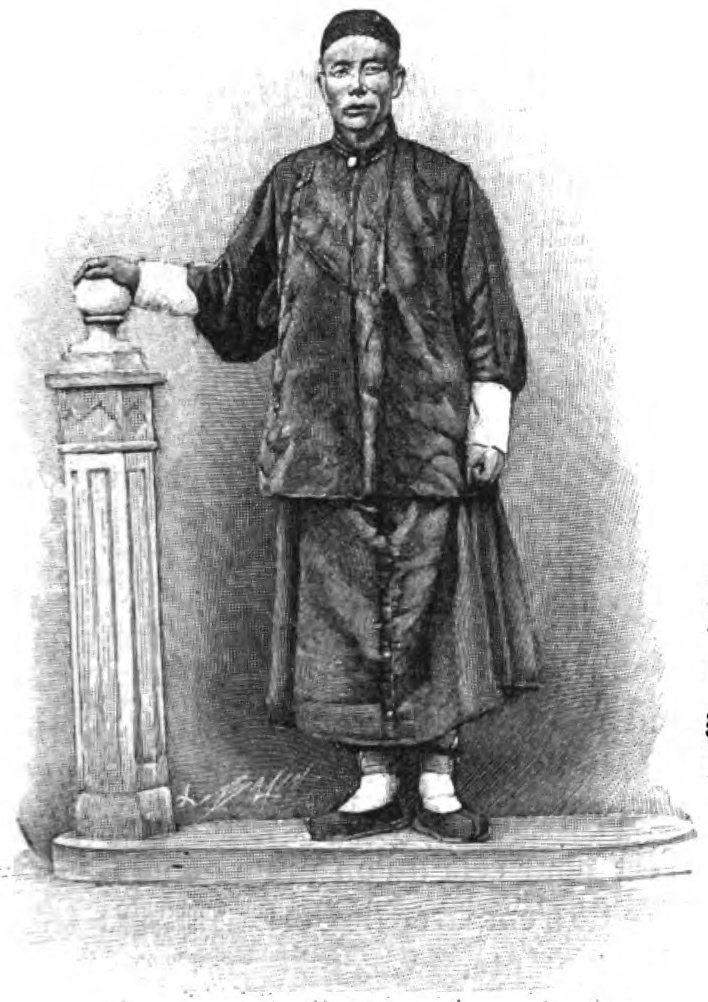
Le Tour du monde, 1894
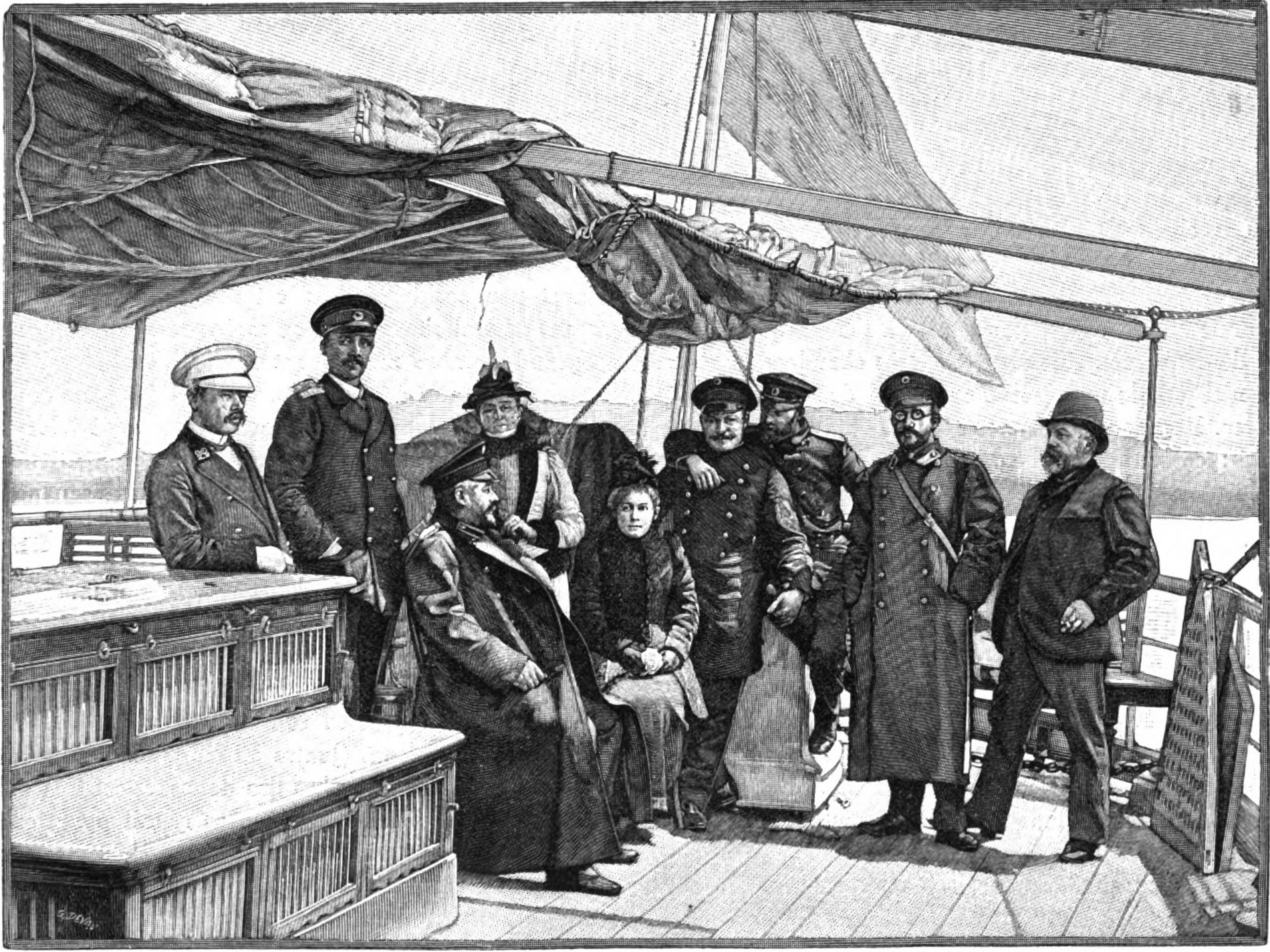
Le Tour du monde, 1894
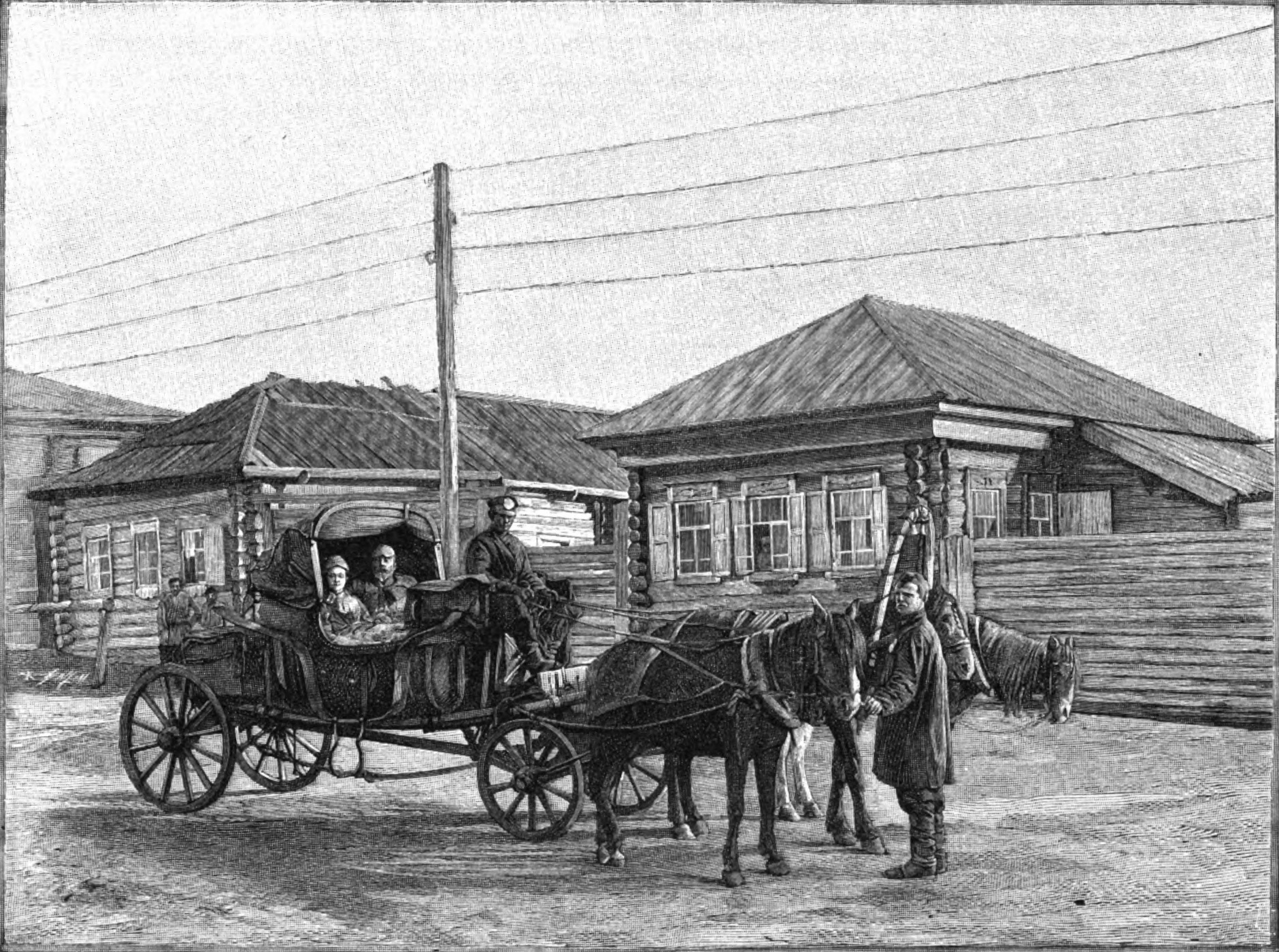
Le Tour du monde, 1894
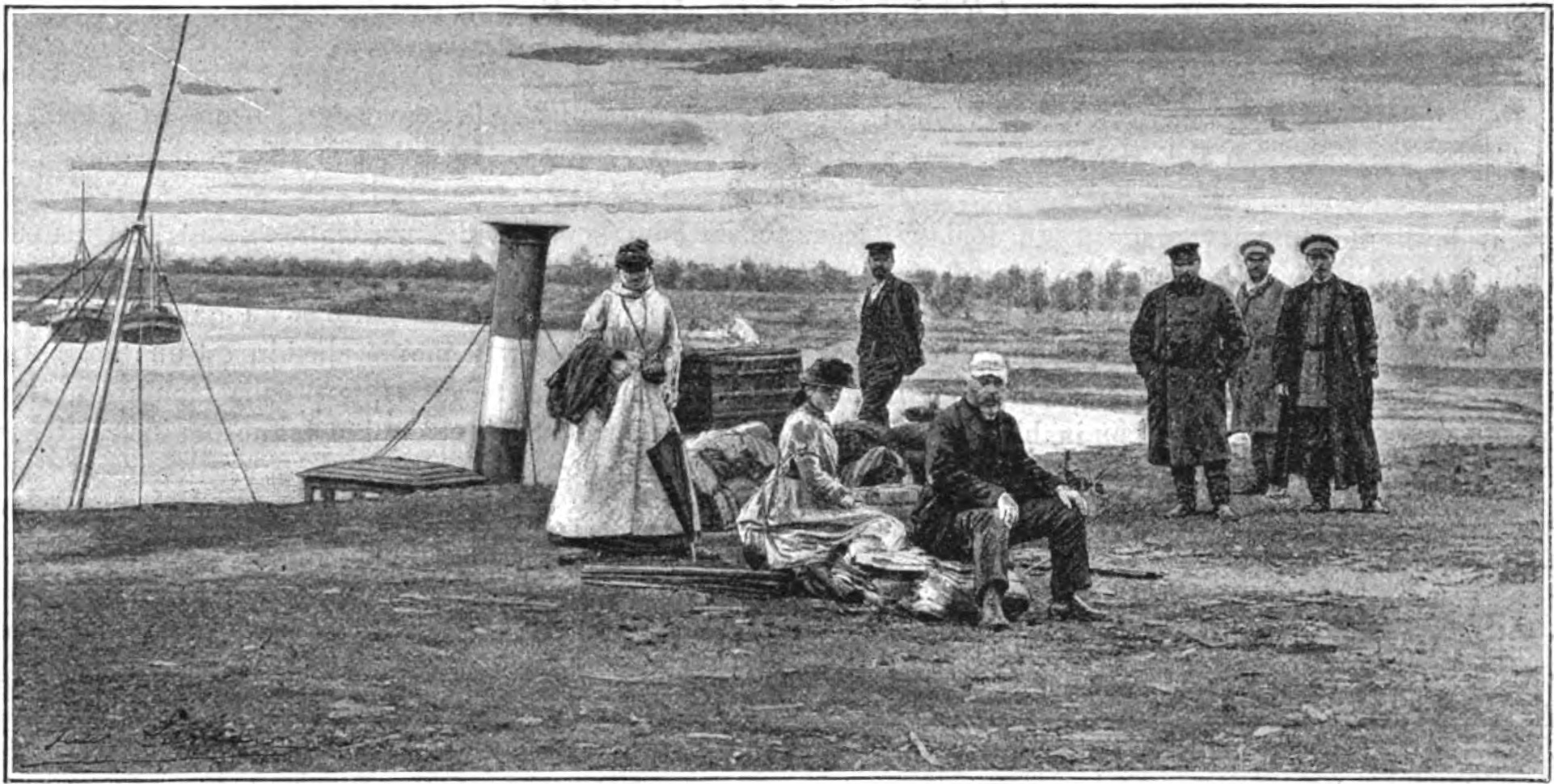
Le Tour du monde, 1894
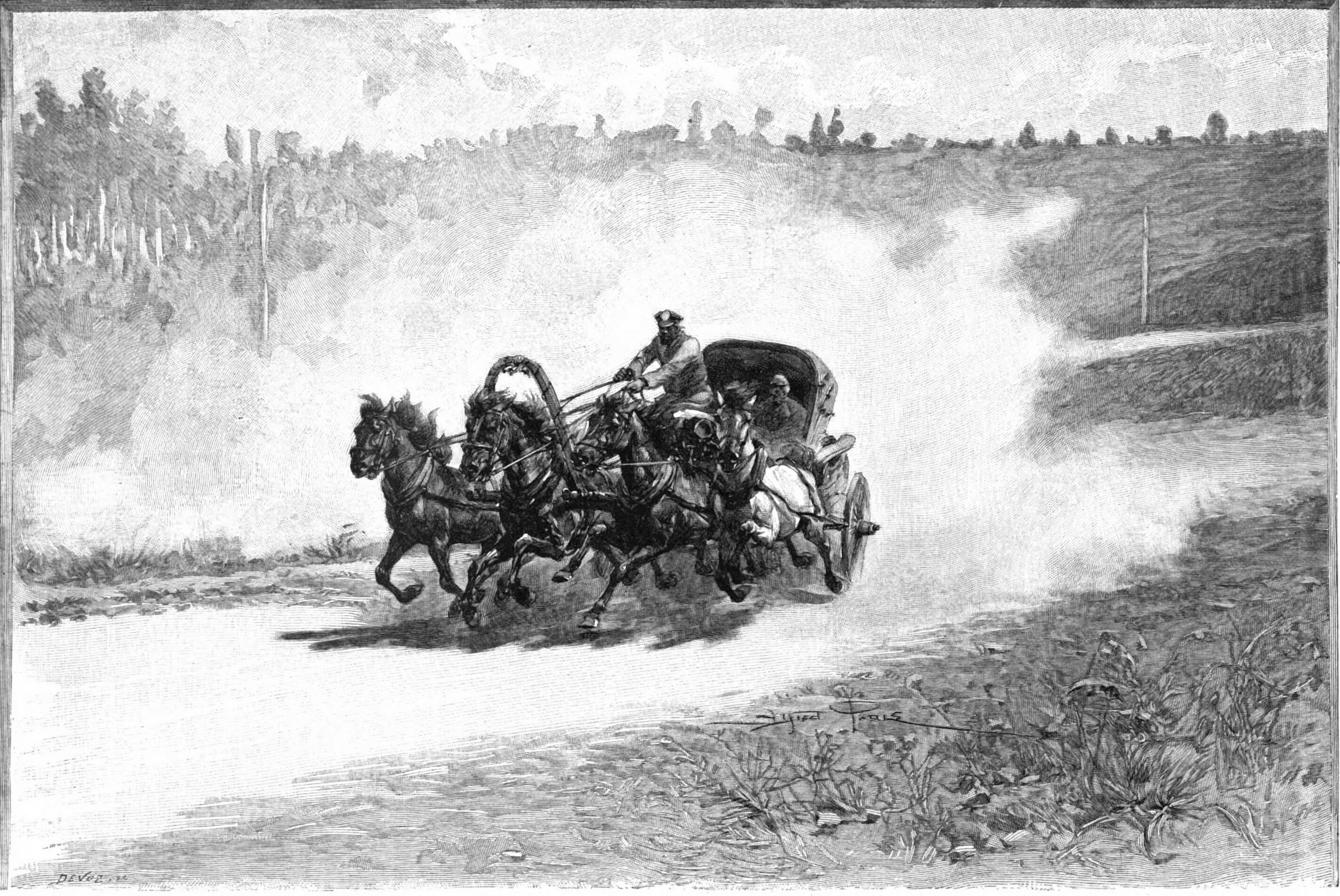
Le Tour du monde, 1894
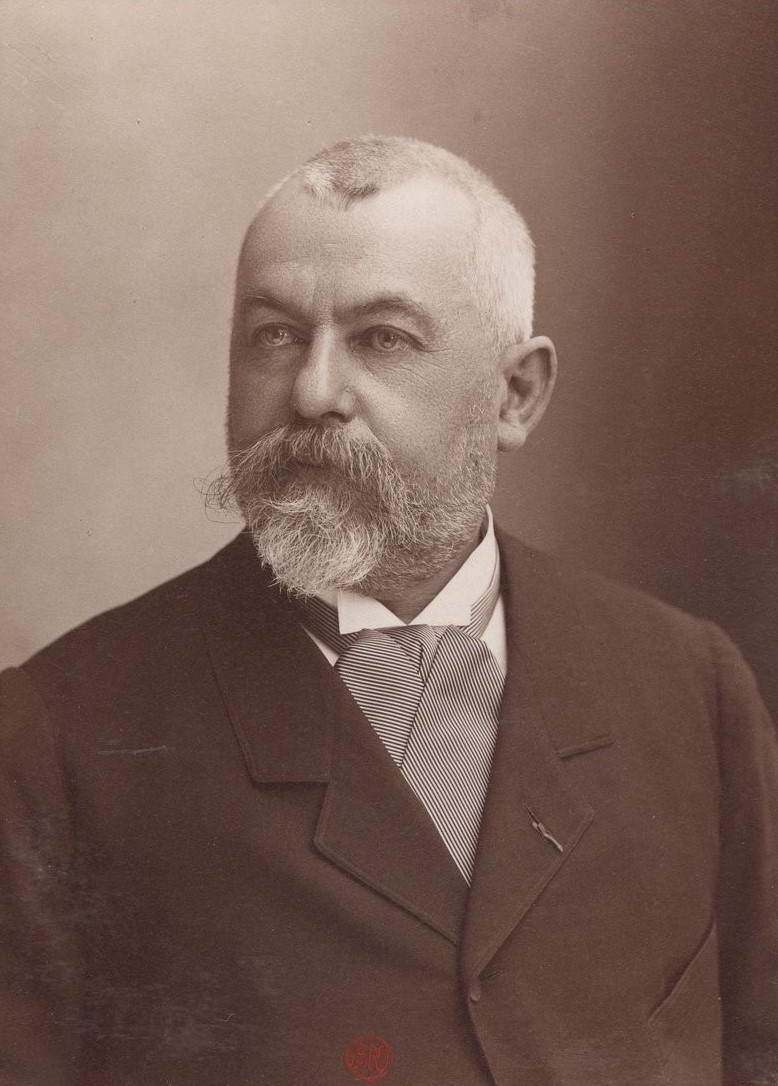
Nadar: Charles Vapereau, 1875–1895